# Almaty Legion
Der Almaty Legion (russisch Баскетбольный клуб Алматы) ist ein kasachischer Basketballverein aus Almaty. Er spielt in der kasachischen National League. 

## Geschichte
Der Verein wurde als BC Almaty 2006 gegründet. Als größter Erfolg auf nationaler Ebene gewann BC Almaty in der Saison 2007/08 die reguläre Saison der nationalen Meisterschaft und erreichte das Finale in den Play-offs. Daraufhin startete der Verein 2008 im asiatischen Pokal der Landesmeister, wo man im Viertelfinale ausschied. Mitte 2010 geriet der BC Almaty in erhebliche finanzielle Schwierigkeiten. Diese dauerten bis zum Ende der Saison 2013/14. Zu Beginn der Saison 2014/15 erfolgte unter neuer Führung eine Reorganisation. Der Name des Klubs wurde in Almaty Legion geändert. Gleichzeitig startete Almaty neben der kasachischen Nationalliga als Gastverein in der russischen Superliga.